# Édouard Daladier
Édouard Daladier (Carpentras, 18 juni 1884 – Parijs, 10 oktober 1970) was een Frans politicus. Hij studeerde in Lyon waar Edouard Herriot, lid van de radicaal socialistische partij, burgemeester was.

## Biografie
Daladier werd geboren in Carpentras in Zuidoost-Frankrijk, waar hij in 1911 burgemeester werd. In datzelfde jaar werd hij lid van de volksvertegenwoordiging. Vanaf juni 1924 was hij negen jaar minister, eerst van Koloniën, en
vervolgens onder meer van Oorlog. In 1927 werd hij leider van de radicaal socialistische partij, en in 1933 werd hij minister-president. Zijn regering sneuvelde na enkele maanden. In 1934 was Daladier gedurende enkele weken minister-president.
In 1936 werd hij opnieuw minister van Oorlog, ditmaal in de Volksfront-regering, en in april 1938 werd hij opnieuw premier. In die hoedanigheid tekende hij het Verdrag van München. In maart 1940 werd hij opnieuw minister van Oorlog, dit keer onder Paul Reynaud. Toen Duitsland Frankrijk binnenviel, vluchtte Daladier naar Marokko. Hij werd in opdracht van Pétain gearresteerd, en werd in februari 1942 samen met Léon Blum en Paul Reynaud berecht wegens landverraad. Vervolgens werd hij overgedragen aan de Duitse bezetter die hem tot 1945 in kamp Buchenwald vasthield, waarna hij werd bevrijd door de geallieerden. Na de oorlog hervatte hij als tegenstander van Charles de Gaulle zijn politieke carrière, tot 1958.
Daladier overleed op 86-jarige leeftijd te Parijs.

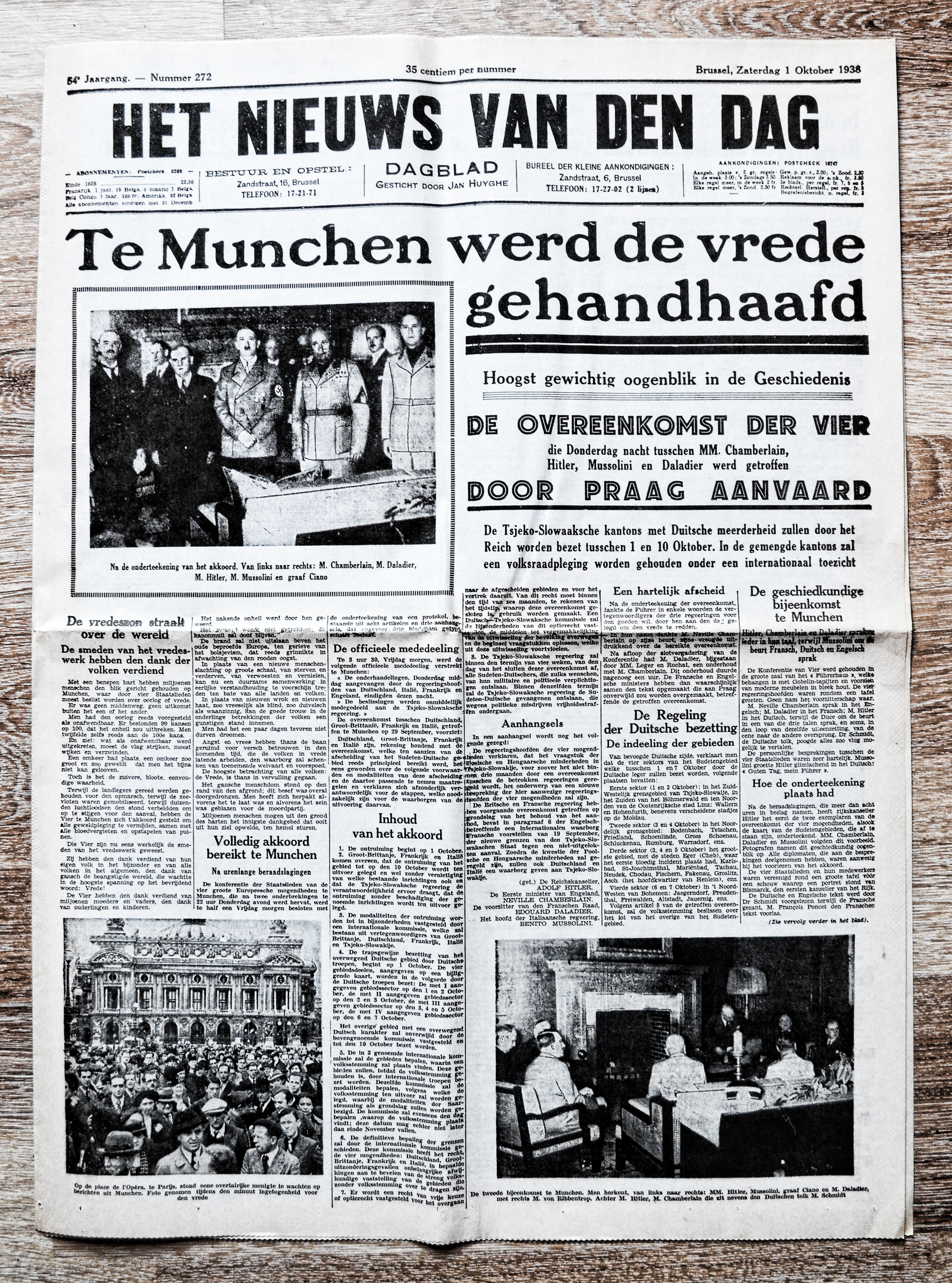
Voorpagina Vlaams dagblad Het Nieuws Van Den Dag, 1 oktober 1938.

- Bibsys: 90716190
- Biblioteca Nacional de Chile: 000371351
- Biblioteca Nacional de España: XX1209087
- Bibliothèque nationale de France: cb121964450 (data)
- Gemeinsame Normdatei: 119022303
- International Standard Name Identifier: 0000 0001 0879 5627
- Library of Congress Control Number: n91035678
- Base Léonore: 19800035/1032/19136
- Nationale Bibliotheek van Tsjechië: mzk2002106436
- Nationale bibliotheek van Australië: 35382513
- Nationale Bibliotheek van Israël: 987007259996605171
- Nederlandse Thesaurus van Auteursnamen: 092702295
- Réseau des bibliothèques de Suisse occidentale: 02-A003151929
- Istituto Centrale per il Catalogo Unico: RAVV049337
- SNAC: w6v73g4q
- Système universitaire de documentation: 02737923X
- Trove: 932929
- Virtual International Authority File: 24647874
- WorldCat: E39PCjGgBQCRt3988HVqPWYwqP